# Se počasi daleč pride
Se počasi daleč pride je štirinajsti glasbeni album slovenskega kantavtorja Adija Smolarja s spremljevalno skupino Mestni postopači, izdan pri založbi Gong Records leta 2011. Na pesmi »Barbav« kot vokalistka gostuje pop pevka Tanja Žagar, s katero Smolar poje v duetu.

## Seznam pesmi
Vse pesmi je napisal Adi Smolar.
| Št.             | Naslov                             | Dolžina |
| --------------- | ---------------------------------- | ------- |
| 1.              | „Opozicija‟                        | 4:25    |
| 2.              | „Dnevi so kratki, noči pa dolge‟   | 4:16    |
| 3.              | „Če te ena noče, te pa druga hoče‟ | 4:08    |
| 4.              | „Bavbav‟ (feat. Tanja Žagar)       | 4:36    |
| 5.              | „Ne gre, ne gre‟                   | 4:31    |
| 6.              | „Življenje se konča‟               | 3:19    |
| 7.              | „Kako je bit sam‟                  | 4:16    |
| 8.              | „Prijateljstvo‟                    | 3:52    |
| 9.              | „Ljubezen, zvestoba‟               | 4:12    |
| 10.             | „Se počasi daleč pride‟            | 5:05    |
| Skupna dolžina: | Skupna dolžina:                    | 42:43   |

## Zasedba
- Adi Smolar — vokal, kitara

Mestni postopači
- Dejan Došlo — akustična kitara, spremljevalni vokal
- Damir Jazbec — ustna harmonika, spremljevalni vokal
- Marko Matjašič — električna kitara
- Sergej Jereb — bas kitara, spremljevalni vokal
- Iztok Repovž — bobni

Ostali
- Tanja Žagar — vokal (4)
- Andreja Sonc — spremljevalni vokal
- Borut Činč — hammond, harmonika, produkcija